# 3 Beads of Sweat
3 Beads of Sweat is een onafhankelijk platenlabel uit Chicago.
The Mountain Goats is een van de meest bekende bands die onder contract staat bij dit label. Andere bands die een platencontract hebben hij 3 Beads of Sweat zijn onder andere Baculum, Anti-Clockwise, Art of Fighting en Maryrose Crook.